# 狂言 (アルバム)
『狂言』（きょうげん）は、Adoの1作目となるスタジオ・アルバム。2022年1月26日にVirgin Musicから発売された。LPレコードは発売から1年後を迎えた2023年1月26日に発売。

## 解説
Ado自身初となるアルバム作品で、CDのリリースも今作が初となる。ジャケットおよびアートワークはAdoのイメージディレクターを務めるORIHARAが担当。
アルバムからの新録は6曲で、収録されている全ての楽曲がボカロPとして活動するミュージシャンによる楽曲提供となっている。

## チャート成績
初週14.2万枚を売り上げ、初登場1位を獲得した。女性ソロアーティストの1stアルバムでの1位獲得は、2011年4月18日付のmiwaの「guitarissimo」以来、10年10ヵ月ぶり。また、女性ソロアーティストの1stアルバムでの初週売上10万枚超えは、2008年5月26日付で達成したSuperflyの『Superfly』以来、13年8ヵ月ぶりとなった。また、デジタルアルバムでも初週1.5万DLを記録し、初登場1位を獲得した。ソロアーティストの「週間アルバムランキング」、「週間デジタルアルバムランキング」での同時1位獲得は、2021年9月27日付の桑田佳祐の『ごはん味噌汁海苔お漬物卵焼き feat. 梅干し』以来4ヵ月ぶりとなった。

## 収録内容
| #         | タイトル                                     | 作詞         | 作曲            | 編曲            | 時間  |
| --------- | -------------------------------------------- | ------------ | --------------- | --------------- | ----- |
| 1.        | 「レディメイド」                             | すりぃ       | すりぃ          | すりぃ          | 4:03  |
| 2.        | 「踊」                                       | DECO*27      | Giga、TeddyLoid | Giga、TeddyLoid | 3:30  |
| 3.        | 「ドメスティックでバイオレンス」             | Kanaria      | Kanaria         | Kanaria         | 2:38  |
| 4.        | 「FREEDOM」                                  | jon-YAKITORY | jon-YAKITORY    | jon-YAKITORY    | 3:06  |
| 5.        | 「花火」                                     | くじら       | くじら          | くじら          | 3:32  |
| 6.        | 「会いたくて」(ストリングスアレンジ: 高田翼) | みゆはん     | みゆはん        | みきとP         | 4:55  |
| 7.        | 「ラッキー・ブルート」                       | 柊キライ     | 柊キライ        | 柊キライ        | 3:29  |
| 8.        | 「ギラギラ」                                 | てにをは     | てにをは        | てにをは        | 4:36  |
| 9.        | 「阿修羅ちゃん」                             | Neru         | Neru            | Neru            | 3:15  |
| 10.       | 「心という名の不可解」                       | まふまふ     | まふまふ        | まふまふ        | 4:29  |
| 11.       | 「うっせぇわ」                               | syudou       | syudou          | syudou          | 3:26  |
| 12.       | 「マザーランド」                             | 煮ル果実     | 煮ル果実        | 煮ル果実        | 4:20  |
| 13.       | 「過学習」                                   | 伊根         | 伊根            | 伊根            | 3:35  |
| 14.       | 「夜のピエロ」                               | biz          | biz             | biz             | 3:20  |
| 合計時間: | 合計時間:                                    | 合計時間:    | 合計時間:       | 合計時間:       | 52:14 |

LPレコードは2枚組で、1枚目のA面に#1 - 4、B面に#5 -7、2枚目のA面に#8 - 11、B面に#12 - 14が収録されている。

## 演奏
- malo：Bass (#1)
- シンナイコウジ：Guitar (#4)
- Sasaki：Bass (#4)
- 高田翼：Strings Arrangement (#6)
- キタニタツヤ：Bass (#9)
- ゆーまお (ヒトリエ)：Drums (#9)
- 三矢禅晃：Guitar (#10)

## タイアップ
レディメイド
AbemaTV「AbemaPrime」2021年2月度エンディングテーマ
踊
NHK総合「夜光音楽 ボカロP 5min.」テーマソング
会いたくて
映画『かぐや様は告らせたい 〜天才たちの恋愛頭脳戦〜 ファイナル』挿入歌
阿修羅ちゃん
テレビ朝日系木曜ドラマ『ドクターX〜外科医・大門未知子〜』（第7シリーズ）主題歌
心という名の不可解
カンテレ・フジテレビ系月10ドラマ『ドクターホワイト』主題歌
マザーランド
TBS系 2022冬季スポーツテーマソング
夜のピエロ
毎日放送ドラマ特区 恋愛オムニバスドラマ『初情事まであと1時間』オープニング主題歌
FREEDOM
SNK「餓狼伝説 City of the Wolves」コラボMV使用楽曲